# Jerf el Ahmar
 (décembre 2020).

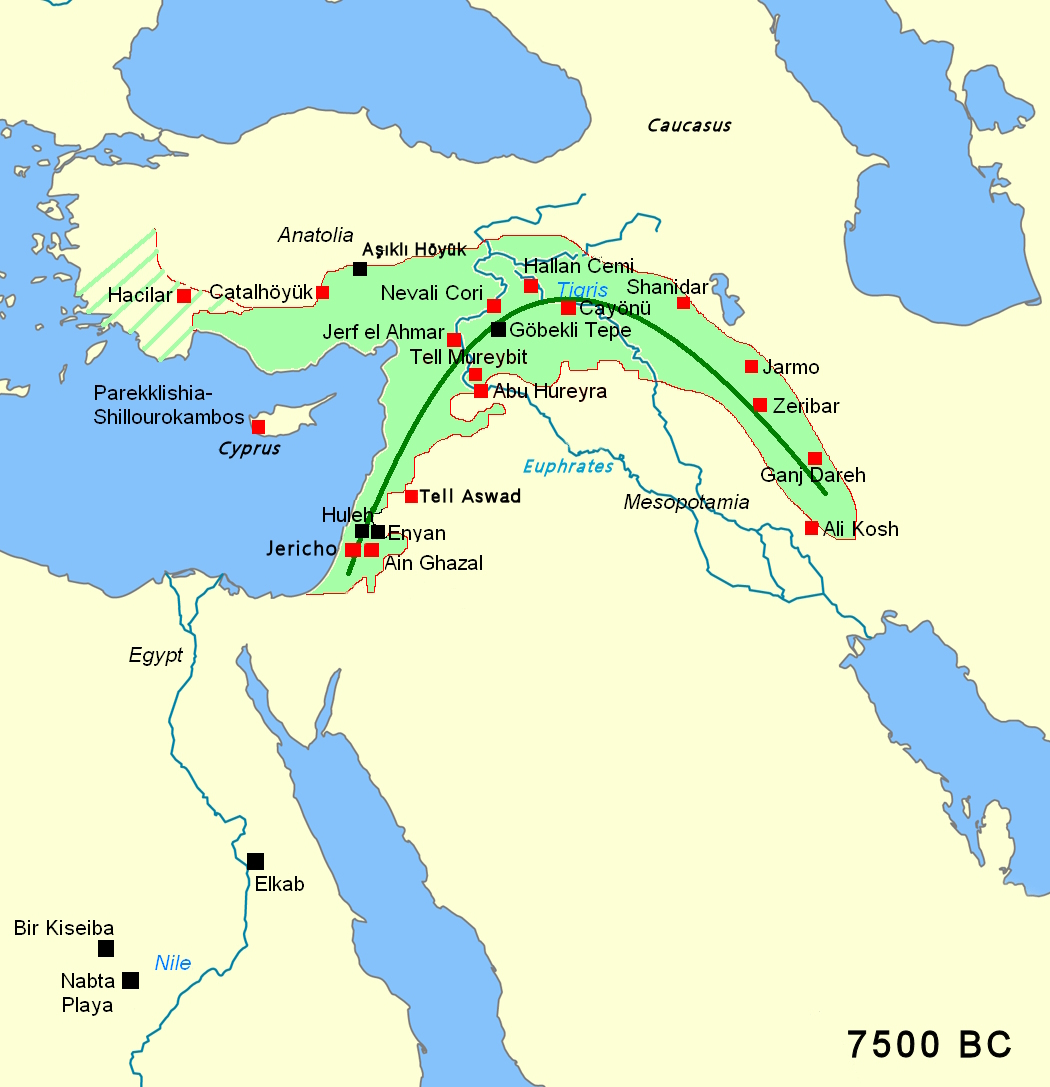
Situation géographique de Jerf el Ahmar vers 7500 avant J.-C. sur une carte présentant le croissant fertile (en vert) et ses principaux sites archéologiques.

Jerf el Ahmar est un site archéologique de Syrie, situé dans le Moyen Euphrate, datant de la fin du Néolithique précéramique A (NPCA ou PPNA), dans sa variante locale, le Mureybetien, occupé d'environ 9500 à 8700 av. J.-C.
Le site est d'abord repéré lors de prospections en 1989 par les archéologues américains T. McClellan et M. Mottram, puis il fait l'objet de plusieurs campagnes de fouilles de sauvetage entre 1995 et 1999 par une équipe franco-syrienne dirigée par Danielle Stordeur et B. Jammous, avant sa submersion par les eaux retenues par le barrage de Tichrine.
L'espace fouillé, d'environ 1 hectare, est composé de deux éminences, séparées par une dépression où coule un wadi d'orientation nord-sud. Il a été dégagé sur environ 400 m², permettant la mise au jour sur un vaste espace de sept niveaux successifs sur la colline est et six à l'ouest. Les plus anciens niveaux sont manifestement ceux de l'est, et les villages récents s'étendaient sans doute sur les deux éminences. Certains niveaux semblent témoigner d'un projet collectif de reconstruction. 
Cela suppose la présence d'une autorité en mesure d'organiser tout cela, impression renforcée par la présence de bâtiments communautaires, et cette forme d'organisation, manifestement inédite, pourrait être liée à l'apparition de l'agriculture.

## De l'habitat circulaire au rectangulaire
L'un des principaux apports des fouilles de ce site est la mise en évidence d'évolutions architecturales à la fin du PPNA : les maisons circulaires caractérisant les premières périodes de la sédentarisation, depuis le Natoufien ancien vers 12000 av. J.-C., sont progressivement remplacées par des bâtiments de forme quadrangulaire, évolution attestée également à Mureybet et Cheikh Hassan. Les occupations les plus anciennes sont constituées de bâtiments ronds agglutinés, certains séparés par des espaces communs, mais une construction polygonale apparaît rapidement. Puis au cinquième niveau les constructions ont toutes des murs rectilignes, aussi bien à l'intérieur qu'à l'extérieur, mais leurs angles restent arrondis. Les croisements des murs sont interpénétrés (chaînage), ce qui les consolide. Cela permet ensuite la construction de bâtiments quadrangulaires, les maisons rectangulaires apparaissant aux niveaux les plus récents. Durant ces différentes périodes, différents types de constructions coexistent, à la différence des périodes postérieures durant lesquelles le modèle de la maison quadrangulaire est systématique. Les maisons situées à proximité des bâtiments communautaires sont de meilleure qualité que les autres, ce qui semble indiquer une forme archaïque de différenciation sociale.

## Bâtiments communautaires
Deux bâtiments communautaires similaires ont été fouillés, à l'est niveau I et à l'ouest niveau II (plus récent que le précédent). La construction communautaire du niveau II de la partie ouest est située au centre de celle-ci. Elle est de forme arrondie et enterrée, étayée de pierres et ses murs sont enduits, il est consolidé par une douzaine de poteaux. C'est manifestement le produit d'un travail collectif. Ces constructions, similaires à celle trouvée à Mureybet, sont organisées autour d'un espace central vide, desservant des petites cellules et des plates-formes surélevées. Certaines cellules contenaient des objets, qui sont de bonne qualité, et d'autres moins accessibles servaient pour le stockage des récoltes. Quant à la présence de banquettes, elle indique la tenue de réunions dans le lieu. Le bâtiment du niveau II ouest a été détruit par un incendie, et en son centre gisait un cadavre allongé auquel il manquait le crâne et les vertèbres, manifestement enfoui là juste avant la destruction du bâtiment dont le toit s'est effondré sur lui, peut-être la victime d'un sacrifice. Ce bâtiment a donc eu plusieurs fonctions : lieu de stockage, de réunion, de rituels.
Le bâtiment communautaire circulaire (EA 53) plus récent qui a été mis au jour est délimité par un mur de soutènement et enterré sur 2 mètres environ. Il est constitué d'une seule pièce centrale disposant d'une banquette qui fait tout son tour et forme un hexagone équilatéral parfait. Le devant de cette banquette est constitué de dalles en craie décorées par raclage d'une frise continue de triangles en champlevé en plus d'autres motifs plus isolés ; cette frise est reproduite sur les piliers situés aux angles de la banquette afin d'assurer la continuité de la frise. Au vu de son organisation interne, ce bâtiment est interprété comme un lieu de réunion pour eux.

## Subsistance: un témoignage des débuts de l'agriculture?
S'il n'y a pas de trace de plantes morphologiquement domestiques pour le PPNA, indice incontestable de la pratique d'une agriculture domestique, en revanche un faisceau d'indices laisse supposer qu'une agriculture est déjà pratiquée sur les sites du Mureybetien (les plantes morphologiquement domestiques n'apparaissant qu'après plusieurs générations de récoltes). Jerf el Ahmar présente plusieurs de ces éléments. L'orge, l'engrain et les légumineuses, morphologiquement sauvages, sont consommées sur le site et occupent une place de plus en plus importante au fil du temps. Les formes des outils de cueillette/récolte évolue, et des structures de stockage sont présentes, ce qui suppose des ressources en surplus à conserver. La balle des céréales sert également pour la construction, mêlée à de l'argile. Cela plaide donc en faveur de la présence d'une forme d'agriculture autour de Jerf el Ahmar. La présence de céréales domestiques est confirmée à la période suivante sur d'autres sites de la région.
Pour ce qui concerne les animaux, la chasse est attestée : aurochs, gazelles, équidés. 
Les fouilles de l'habitat ont fourni des indications sur la transformation et la consommation des aliments. Le broyage des grains avait lieu dans les maisons, qui contenaient du matériel destiné à cet effet. En revanche la cuisson des aliments se déroulait à ciel ouvert, dans des cours ou des espaces ouverts communs. Vers la fin de la période d'occupation du site de gros fours en fosse sont construits, sans doute pour cuire de grandes quantités de nourriture.